# Massimo Natili
Massimo Natili, italijanski dirkač Formule 1, * 28. julij 1935, Ronciglione, Italija, † 19. september 2017.
Massimo Natili je v svoji karieri nastopil le na dveh dirkah v sezoni 1961 z dirkalnikom Cooper T51 moštva Scuderia Centro Sud, Veliki nagradi Velike Britanije, kjer je odstopil že v prvem krogu zaradi okvare menjalnika, in na domači dirki za
Veliko nagrado Italije, kjer pa se mu ni uspelo kvalificirati na dirko.

## Popolni rezultati Formule 1
(legenda) (odebeljene dirke pomenijo najboljši štartni položaj, poševne pa najhitrejši krog, †-uvrščen kljub odstopu)
| Leto | Moštvo              | Šasija     | Motor               | 1   | 2   | 3   | 4   | 5      | 6   | 7       | 8   | Prv | Toč |
| ---- | ------------------- | ---------- | ------------------- | --- | --- | --- | --- | ------ | --- | ------- | --- | --- | --- |
| 1961 | Scuderia Centro Sud | Cooper T51 | Maserati Straight-4 | MON | NIZ | BEL | FRA | VB Ret | NEM | ITA DNQ | ZDA | -   | 0   |